# Erzbistum Trient
Das Erzbistum Trient (lateinisch Archidioecesis Tridentina, italienisch Arcidiocesi di Trento) ist ein römisch-katholisches Erzbistum mit Sitz in Trient. Das Erzbistum ist räumlich mit der Provinz Trient identisch und bildet mit der ihm unterstellten Diözese Bozen-Brixen in der Provinz Bozen – Südtirol die Kirchenprovinz Trient.
Patron der Erzdiözese ist der Märtyrerbischof Vigilius von Trient, Bischofskirche ist der 1145 geweihte Dom St. Vigilius in Trient.

## Geschichte

### Diözese
Nach der Legende ist Trient schon seit dem 1. Jahrhundert Bischofssitz, als erster Bischof ist jedoch im Jahr 381 Abundantius als Teilnehmer einer von Kaiser Gratian in Aquileia einberufenen Synode der Westkirche nachweisbar. Seit 952 gehörte das Bistum zum Heiligen Römischen Reich. Die Bischöfe  trugen im Heiligen Römischen Reich den Titel eines Fürstbischofs.
Im 16. Jahrhundert war die Diözese Schauplatz des Konzils von Trient. Bis 1751 war die Diözese Trient Teil der Kirchenprovinz Aquileia, dann der Kirchenprovinz Görz. 1772 wurde es exemt (also direkt dem Papst unterstellt), ab 1825 wieder Suffraganbistum (dieses Mal des Erzbistums Salzburg). Seit 1920 war Trient wieder exemt und wurde 1929 zum Erzbistum erhoben (damals noch ohne Suffraganbistümer).
1964 wurden die deutschsprachigen Gebiete der Diözese Trient in Südtirol – der sogenannte Deutsche Anteil – zur Diözese Brixen geschlagen, die seither unter dem Namen Diözese Bozen-Brixen als Suffraganbistum der neuen Erzdiözese Trient unterstellt ist.

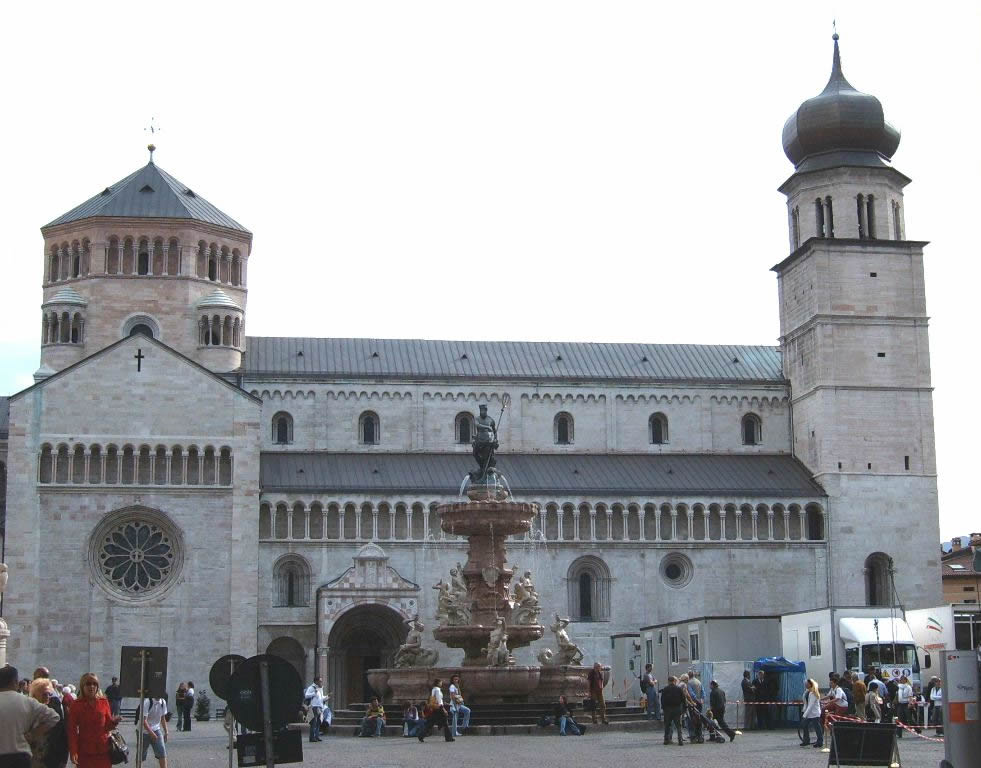
Dom St. Vigil in Trient
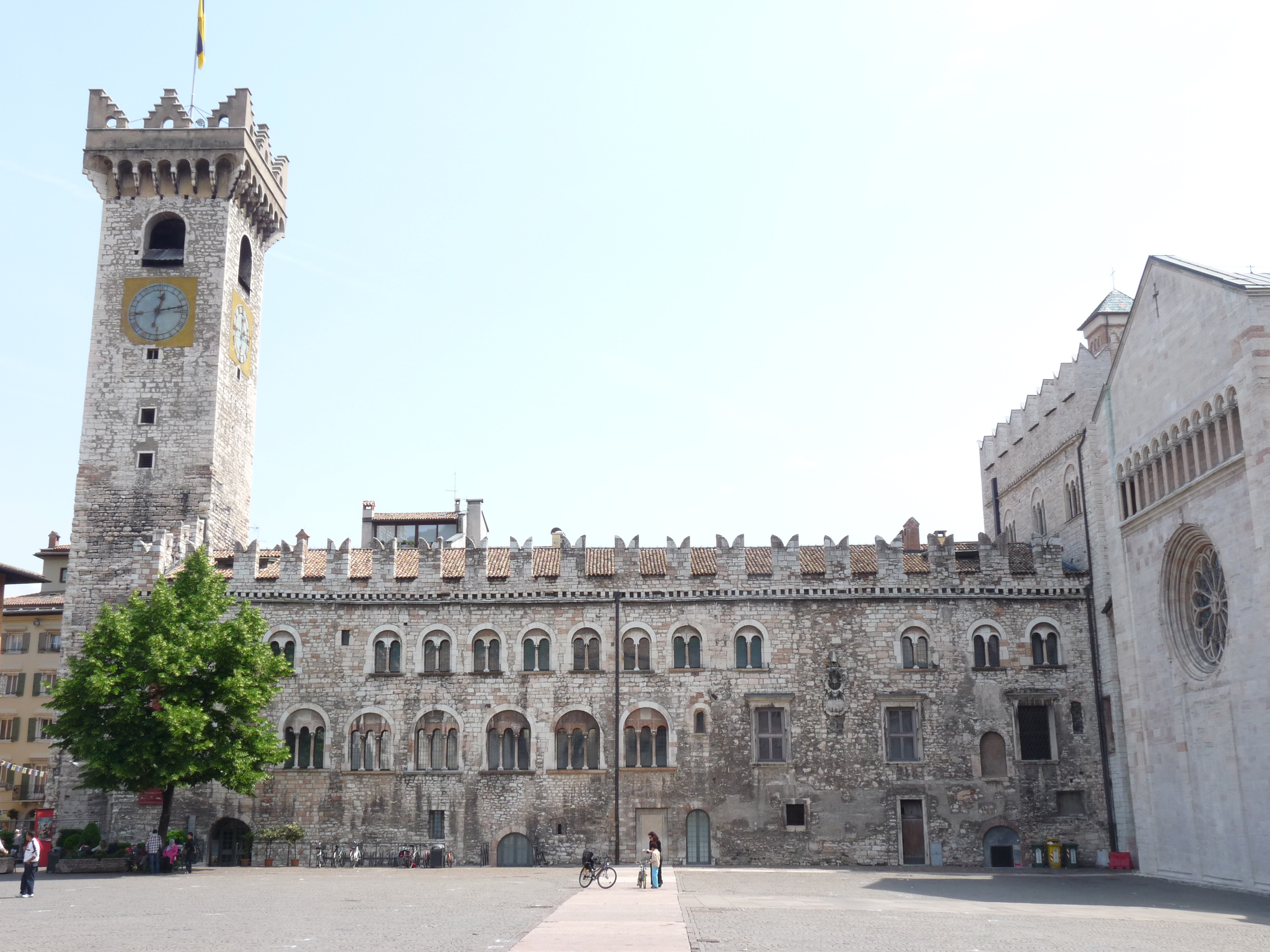
Palazzo Pretorio, erster Bischofssitz in Trient
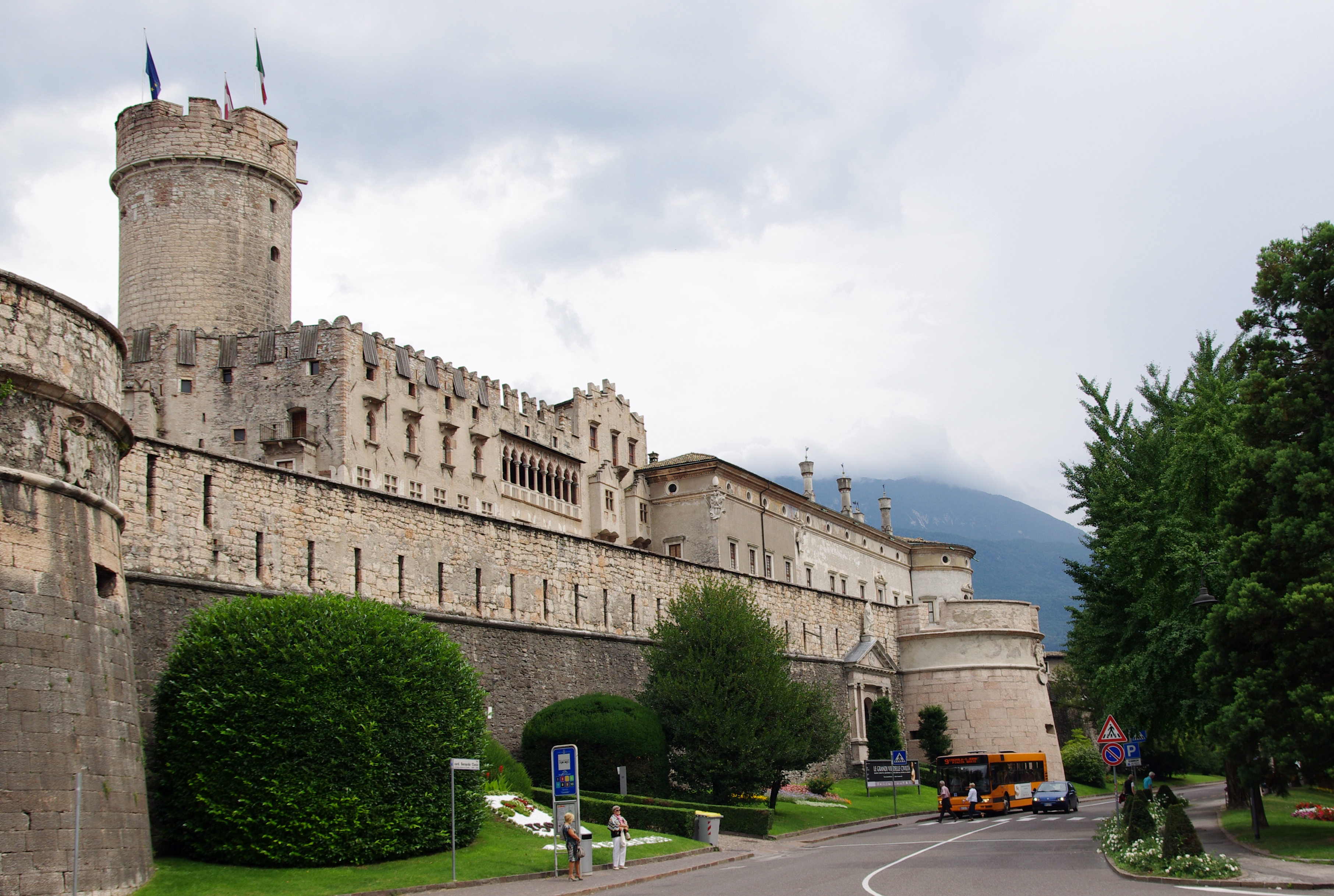
Castello del Buonconsiglio, Residenz der Fürstbischöfe bis 1803
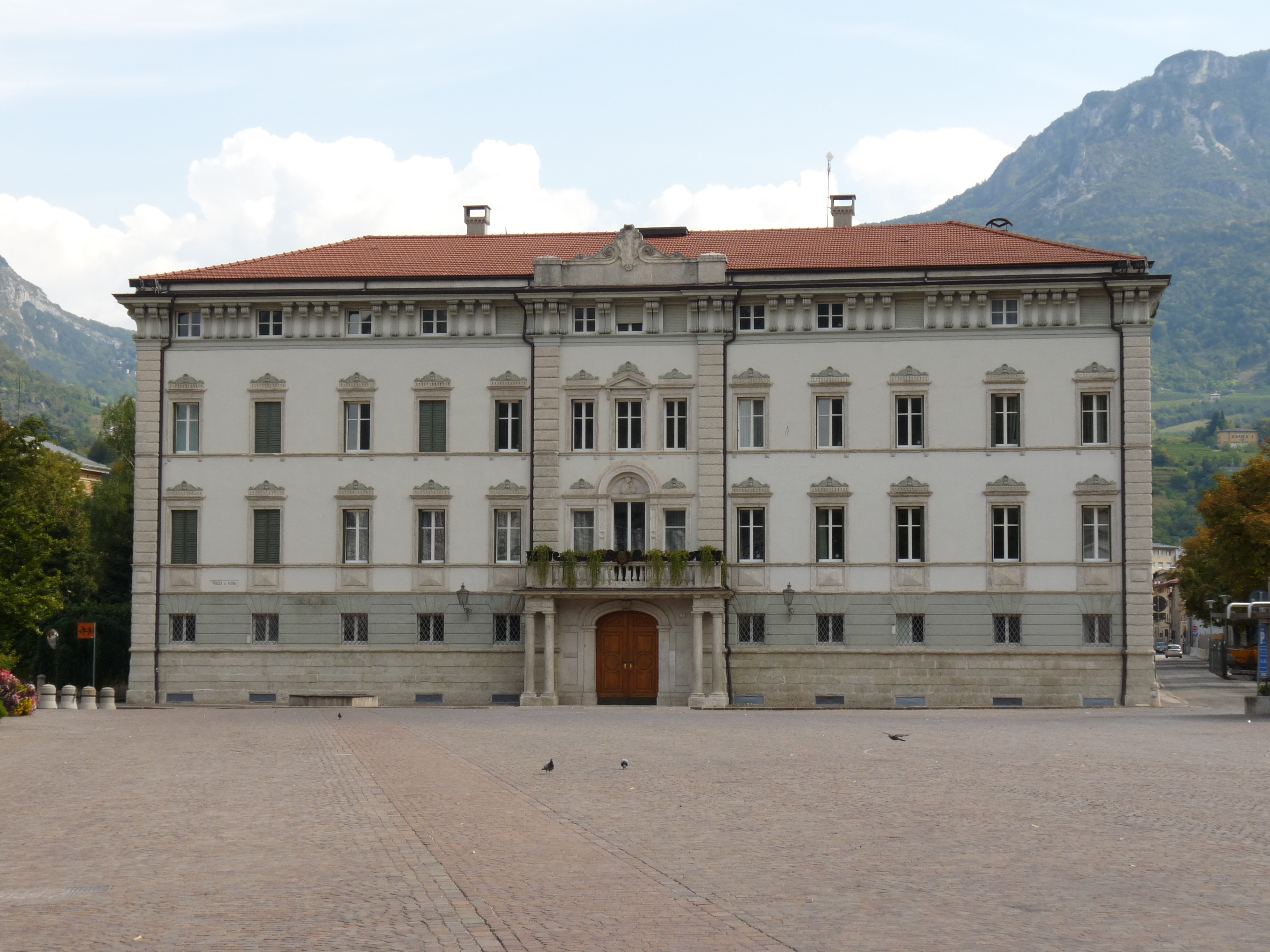
Heutiges Erzbischöfliches Palais

### Hochstift Trient
Anfang des 11. Jahrhunderts entstand durch Übertragung der Grafschaft Trient (1004) durch König Heinrich II. an Bischof Uldarich I., der Grafschaft Bozen (1027) und der Grafschaft Vinschgau durch Kaiser Konrad II. an Bischof Uldarich II. das geistliche Fürstentum Hochstift Trient, mit dem der Bischof von Trient nun auch die weltliche Gewalt über die Stadt und eine über das Bistum hinausgehende Region erhielt. In dem mit 31. Mai 1027 datierten Diplom wurde der Bischof von Kaiser Konrad II. ausdrücklich mit herzoglichen und markgräflichen Rechten ausgestattet. Damit einher ging die formale Abtrennung der Grafschaft Trient von den Herzogtümern Kärnten und Baiern. Im frühen 12. Jahrhundert wurde die Grafschaft Vinschgau allerdings wieder abgetrennt und im frühen 13. Jahrhundert ging auch die Grafschaft Bozen an die Grafen von Tirol verloren.
Ab 1150 waren die Grafen von Tirol Vögte des Hochstifts, ab 1253 die Meinhardiner, ab 1363 mit der Übernahme der Grafschaft Tirol sicherten sich die Habsburger dieses Amt, die mit den Kompaktaten ihre Einflusssphäre auf das Fürstbistum Trient weiter ausbauten. Das Hochstift umfasste etwas mehr als die Hälfte der heutigen Autonomen Provinz Trient oder eine Fläche von rund 3.400 km². Bis 1803 war das Hochstift reichsunmittelbar und hatte eine Virilstimme im Reichsfürstenrat des Heiligen Römischen Reichs Deutscher Nation inne. Um 1800 hatte es etwa 155.000 Einwohner. 1803 kam es zur Grafschaft Tirol (Kaisertum Österreich) und mit Tirol 1805–1809 an das Königreich Bayern und 1810–1813 an das Königreich Italien. Ab 1814 wurde das Bistum wieder österreichisch, 1919 fiel es mit Südtirol an Italien. Der Gebrauch des Titels „Fürstbischof“ sowie die Verwendung der damit verbundenen weltlichen Würdezeichen (wie Fürstenhut und -mantel) wurde 1951 durch Papst Pius XII. auch formell abgeschafft.
Auf dem Gebiet des Hochstifts Trient, in Revò, wurde 1726 Karl Anton von Martini, Jurist und Schöpfer des österreichischen Allgemeinen Bürgerlichen Gesetzbuches, geboren.

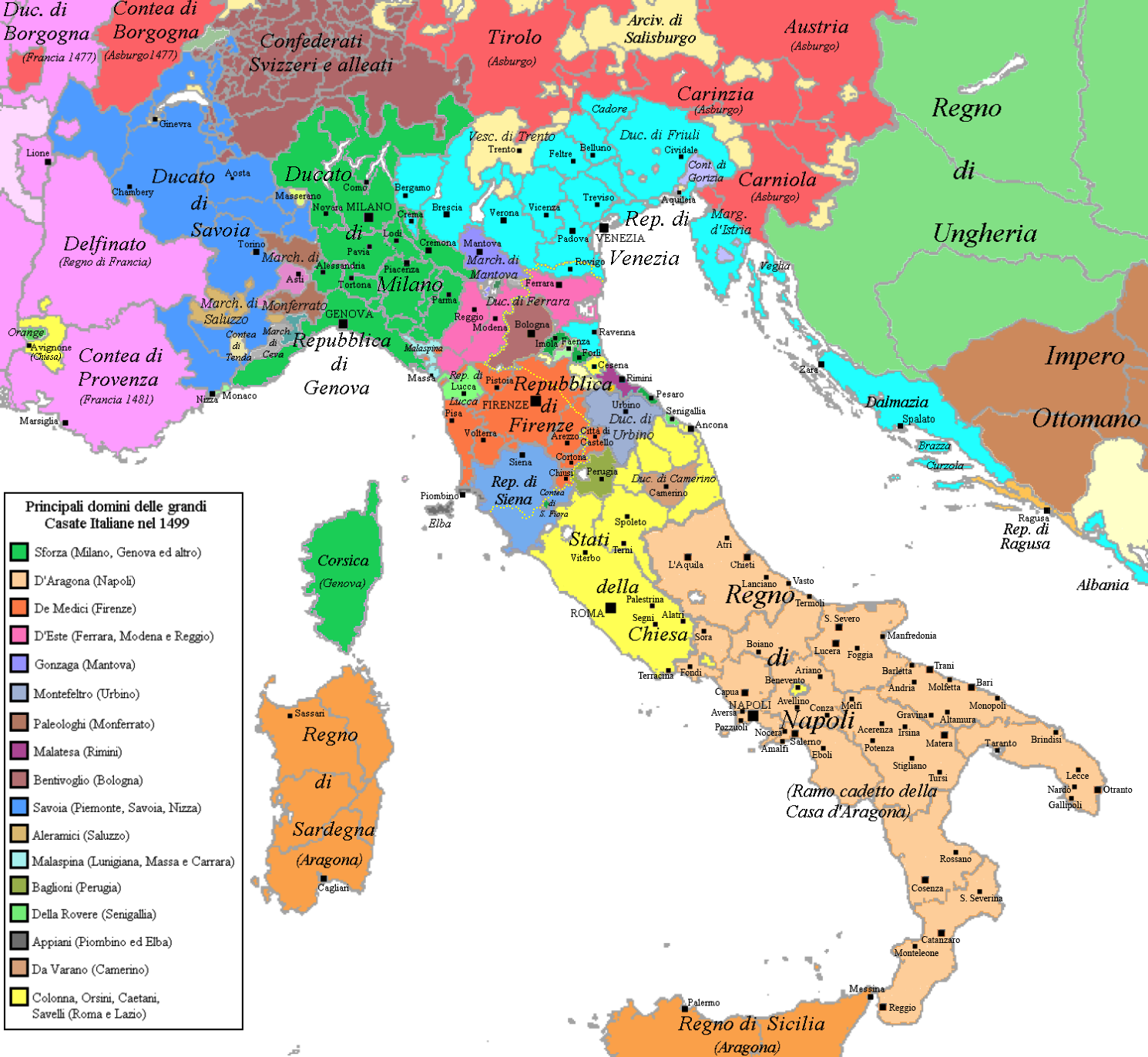
Italien 1499: Das Hochstift (Vesc. di Trento) gehörte mit dem nördlich angrenzenden Tirol zum Österreichischen Reichskreis, nicht zu Reichsitalien. Im Osten, Süden und Westen war es von Territorien der Republik Venedig umgeben
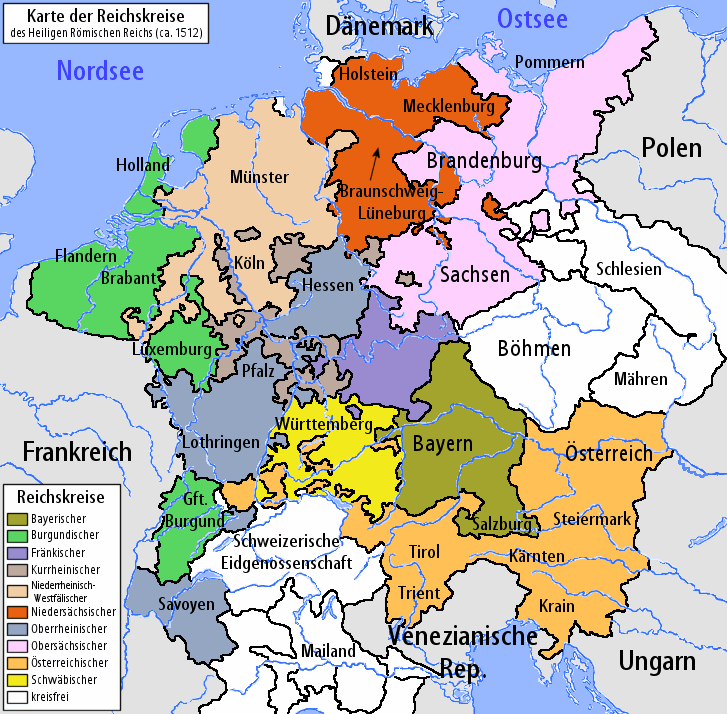
Reichskreise um 1512